# إضاءة بمصابيح الغاز

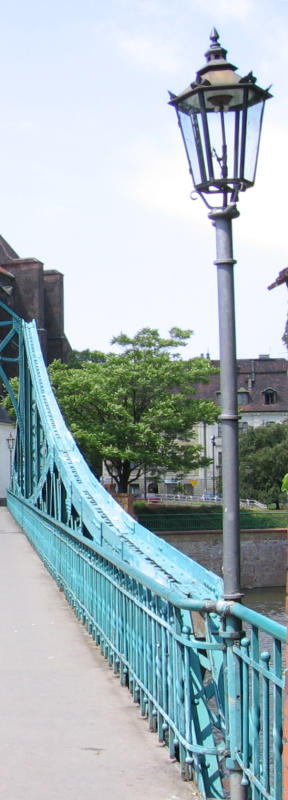
الإضاءة الغازية في المركز التاريخي في فروتسواف، بولندا، والتي تُضاء وتُطفأ يدويا كل يوم.

الإضاءة بمصابيح الغاز  هي إنتاج الضوء الصناعي من احتراق الوقود الغازي، مثل الهيدروجين، أو الميثان، أو أحادي أكسيد الكربون، أو البروبان، أو البيوتان، أو الأسيتيلين، أو الإيثيلين، أو الغاز الطبيعي.
ينتج الضوء إما بشكل مباشر بواسطة اللهب، غالبًا عن طريق استخدام مزيج خاص من الغاز المضيء لزيادة سطوع الضوء، أو بشكل غير مباشر مع مكونات أخرى مثل دثار الغاز أو ضوء الكالسيوم، إذ يعمل الغاز بشكل أساسي كمصدر للوقود.
قبل أن تصبح الكهرباء واسعة الانتشار واقتصادية بما فيه الكفاية لكي تتاح للاستخدام العام، كان الغاز الطريقة الأكثر شعبية للإضاءة الخارجية والداخلية في المدن والضواحي. كانت عملية إشعال مصابيح الغاز في بداياتها يدوية، لكن العديد من التصميمات اللاحقة كانت تتوقد ذاتيًا.
تستخدم الإضاءة بواسطة الغاز حاليًا بشكل عام للتخييم، إذ تسمح الكثافة العالية لطاقة وقود الهيدروكربونات، جنبًا إلى جنب مع الطبيعة المعيارية للعلب (تحديدًا الحاويات المعدنية القوية)، بإنتاج ضوء ساطع وطويل الأمد بدون تكلفة ودون معدات معقدة. بالإضافة إلى ذلك، تستمر بعض المناطق التاريخية الحضرية بإضاءة الشوارع التي تعمل بالغاز، وتُستخدم الإضاءة باستخدام الغاز في داخل المباني أو في الهواء الطلق لاستثارة ذكريات الحنين إلى الماضي.

## خلفية
تكون وقود الإضاءة المبكر من زيت الزيتون وشمع العسل وزيت السمك وزيت الحوت وزيت السمسم وزيت الجوز ومواد مماثلة. كانت هذه الأنواع من الوقود الأكثر استخدامًا حتى أواخر القرن الثامن عشر. تشير السجلات الصينية التي يعود تاريخها إلى 1700 عام إلى استخدام الغاز الطبيعي في المنزل لتوليد ونقل الضوء والحرارة عبر أنابيب الخيزران إلى المنازل. استخدم الصينيون القدماء في فترة الربيع والخريف الغاز الطبيعي استخدامًا عمليًا لأول مرة بهدف الإضاءة نحو 500 قبل الميلاد. حيث استخدموا خطوط أنابيب الخيزران لنقل وحمل المحلول الملحي والغاز الطبيعي لعدة أميال. 
سبقت الإضاءة العامة اكتشاف وتبني المصباح الغازي بقرون. في عام 1417، عين السير هنري بارتون، عمدة لندن، «فوانيس بها أضواء لتعليقها في أمسيات الشتاء بين هالو تايد وشاندلماس». أضيئت باريس لأول مرة بموجب أمر صادر في عام 1524، وفي بداية القرن السادس عشر، أُمر السكان بإبقاء الأنوار مشتعلة في نوافذ جميع المنازل المطلة على الشوارع. في عام 1668، عندما صدرت بعض اللوائح لتحسين شوارع لندن، ذُكّر السكان بتعليق فوانيسهم في الوقت المعتاد، وفي عام 1690، صدر أمر بتعليق وسيلة إضاءة أو مصباح كل ليلة فور حلول الظلام، منذ احتفالات مايكلماس إلى عيد الميلاد. بموجب قانون صادر عن المجلس المشترك في عام 1716، كان يتعين على جميع قاطني المنازل، الذين تواجه منازلهم أي شارع أو طريق أو ممر، كل ليلة مظلمة أن يعلقوا مصباحًا أو أكثر، ليستمر اشتعال هذه المصابيح من الساعة السادسة حتى الساعة الحادية عشرة، وفرض عقوبة شلن واحد كغرامة على من لا يتقيد بذلك.
في تعدين الفحم، كانت الغازات المتراكمة والمنتشرة تعرف في الأصل بآثارها الضارة بدلًا من خصائصها المفيدة. وصف عمال مناجم الفحم نوعين من الغازات، أحدهما يدعى رطوبة الاختناق والثاني رطوبة النار. في عام 1667، كان عنوان الورقة التي توضح تفاصيل هذه الغازات، «وصف بئر وأرض في لانكشاير وهما يشتعلان بالنار، عن طريق شمعة تقترب منهما. أُعلن عن ذلك بواسطة المحترم توماس شيرلي، شاهد العيان».
كان ستيفن هايلز أول شخص يحصل على سائل قابل للاشتعال من التقطير الفعلي للفحم. يمكن إيجاد تجاربه مع هذا الغرض في المجلد الأول من كتابه «إحصائيات الخضروات»، الذي نشر عام 1726. من تقطير «158 حبة [10.2 غرام] من فحم نيوكاسل، ذكر أنه حصل على 180 إنش مكعب [2.9 لتر] من الهواء، الذي كان يزن 51 حبةً [3.3 غرام]، أي ما يقرب من ثلث الكل«. ويبدو أن هذه النتائج قد مرت دون أن تجذب اهتمامًا لعدة سنوات.
في المعاملات الفلسفية للجمعية الملكية في عام 1733، فُصلت بعض خصائص غاز الفحم في ورقة بعنوان «وصف لحالة الهواء الرطب في حفرة فحم للسيد جيمس لوثر، أغرقت في عشرين ياردة من مياه البحر«. تحتوي هذه الورقة على بعض الحقائق المذهلة المتعلقة بقابلية الاشتعال وغيرها من خصائص غاز الفحم.
عُرضت الخصائص الرئيسية لغاز الفحم لأعضاء مختلفين في الجمعية الملكية، وأظهرت أنه بعد الاحتفاظ بالغاز بعض الوقت، لا يزال يحتفظ بقابليته للاشتعال. العلماء في ذلك الوقت لم يروا أي غرض مفيد لذلك.
يصف جون كلايتون، في مقتطف من رسالة في المعاملات الفلسفية لعام 1735، الغاز بأنه «روح» الفحم ويقول أنه اكتشف قابليته للاشتعال عن طريق الصدفة. إذ صادف وأن لامست هذه «الروح» النار، ما أدى إلى اشتعالها عن طريق ملامسة شمعة أثناء هروبها من كسر في إحدى أوعية التقطير. من خلال الحفاظ على الغاز في القربات، قام بإمتاع أنظار أصدقائه، من خلال إظهار قابليتها للاشتعال.

## التكنولوجيا المبكرة
استغرق الأمر سنوات عديدة من التطوير والاختبار قبل أن تتاح الإضاءة باستخدام الغاز تجاريًا. ثم رُكبت تكنولوجيا الغاز تقريبًا في كل مسرح رئيسي في العالم. لكن الإضاءة باستخدام الغاز لم تدم طويلًا لأن المصباح الكهربائي سرعان ما تبع ذلك.
استغرق الأمر ما يقرب من 200 عام لكي يصبح الغاز متاحًا للاستخدام التجاري. كان الخيميائي الفلمنكي، جان بابتيستا فان هيلمونت، أول شخص يصنف الغاز رسميًا على أنه حالة من حالات المادة. وقال إنه يواصل تحديد عدة أنواع من الغازات، بما في ذلك ثاني أكسيد الكربون. بعد مرور أكثر من مائة عام في عام 1733، كان للسيد جيمس لوثر بعض من عمال المناجم الذين يعملون على إنشاء حفرة مياه لمنجمه. أثناء حفر الحفرة ضربوا جيبًا من الغاز. أخذ لوثر عينة من الغاز إلى المنزل لإجراء بعض التجارب. وأشار إلى أن «الهواء المذكور الذي يوضع في قربة... وتغلق بإحكام، قد يُحمل بعيدًا، والاحتفاظ به لعدة أيام، وبعد الضغط عليه بلطف عبر أنبوب صغير في شعلة الشمعة، سوف يضرم النار ويحترق عند نهاية الأنبوب طالما يستمر ضغط القربة برفق لإيقاد الشعلة، وعندما تُؤخذ من الشمعة بعد أن تضيء بشكل كبير، سوف تستمر في الاحتراق حتى لا يتبقى مزيد من الهواء في القربة لتزويد الشعلة». كان لوثر قد اكتشف في الأساس المبدأ الكامن وراء الإضاءة باستخدام الغاز.
في وقت لاحق من القرن الثامن عشر، صرح وليام مردوخ: «الغاز الذي حُصل عليه عن طريق التقطير من الفحم، والخث، والخشب والمواد الأخرى القابلة للاشتعال المحترقة بذكاء كبير عند إشعال النار في... عن طريق إجراء ذلك عبر أنابيب، قد يُستخدم كبديل اقتصادي للمصابيح والشموع. «كان أول اختراع لمردوخ فانوسًا به قربة مملوءة بالغاز متصلة بلسان لهب. كان يستخدم هذا للمشي في المنزل ليلًا. بعد رؤيته مدى نجاحه، قرر أن يضيء منزله بالغاز. في عام 1797، ثبّت مردوخ الإضاءة باستخدام الغاز في منزله الجديد بالإضافة إلى ورشة العمل التي عمل فيها. «كان هذا العمل واسع النطاق، ثم أجرى تجاربًا بعد ذلك لإيجاد طرق أفضل لإنتاج الغاز وتنقيته وحرقه». وقد وضع الأساس للشركات لبدء إنتاج الغاز وغيره من المخترعين لبدء التلاعب بطرق استخدام التكنولوجيا الجديدة.

## معرض صور

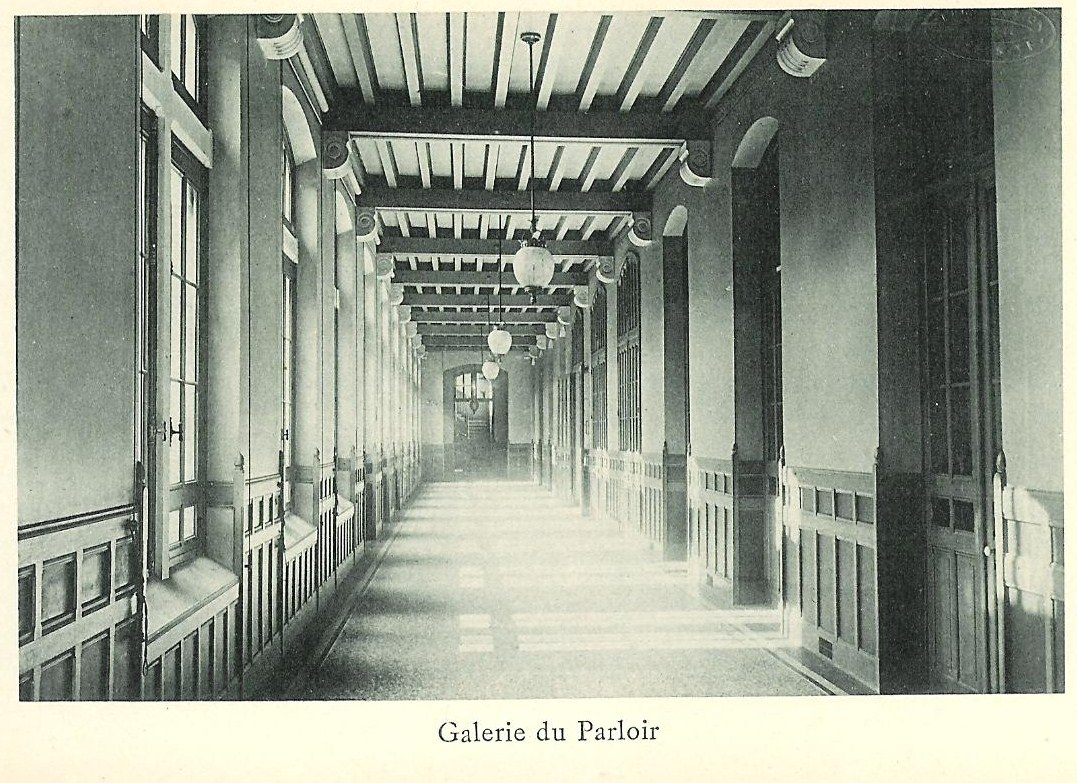
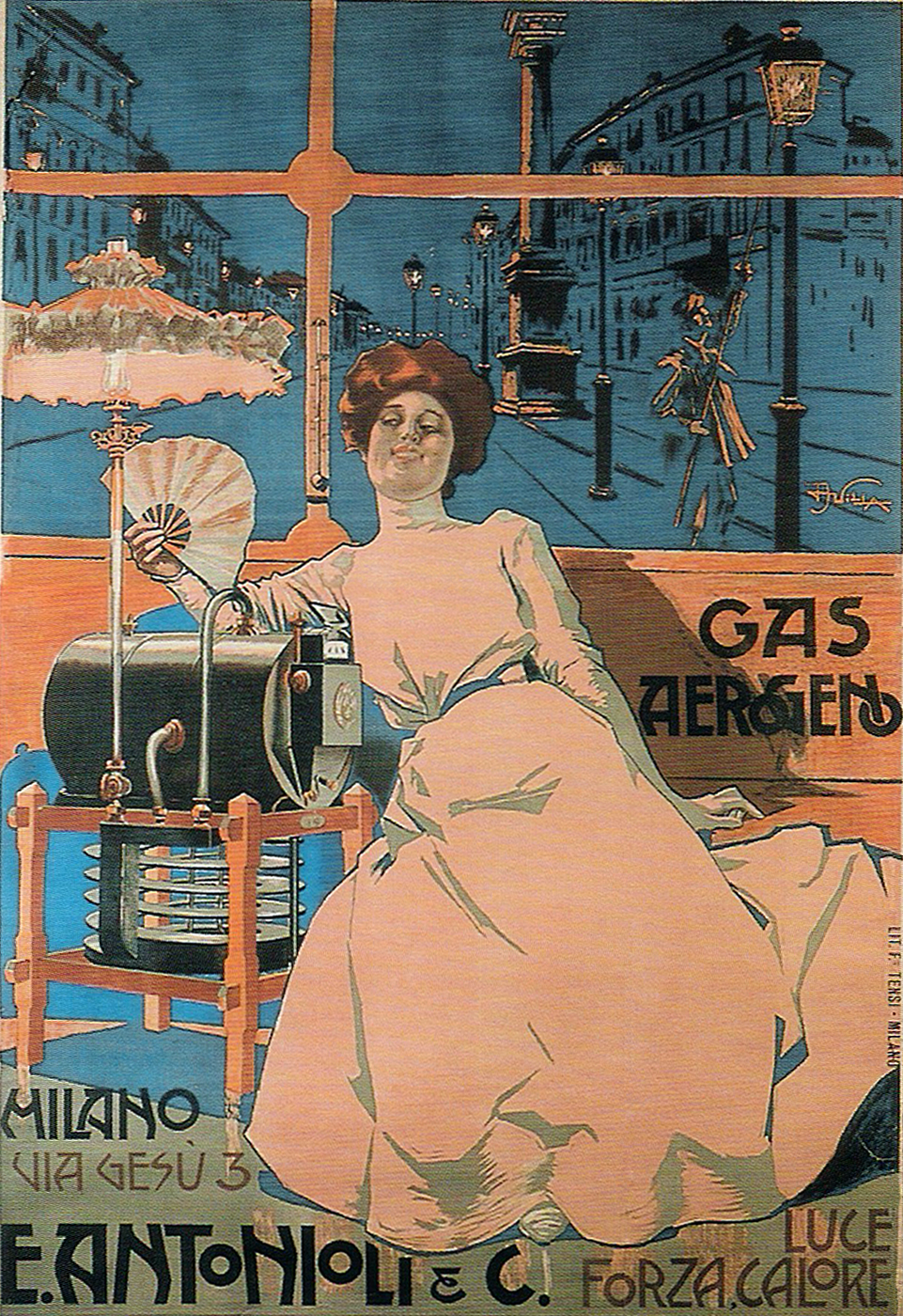
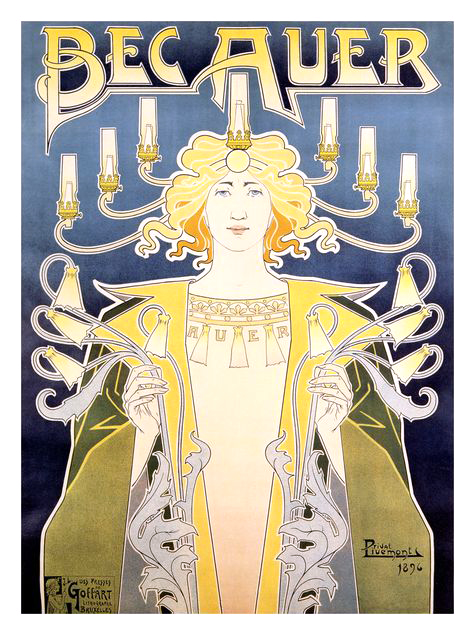
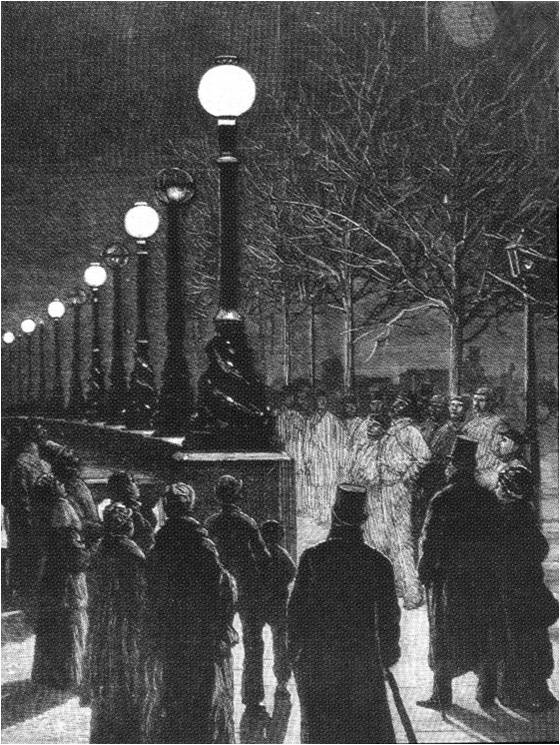
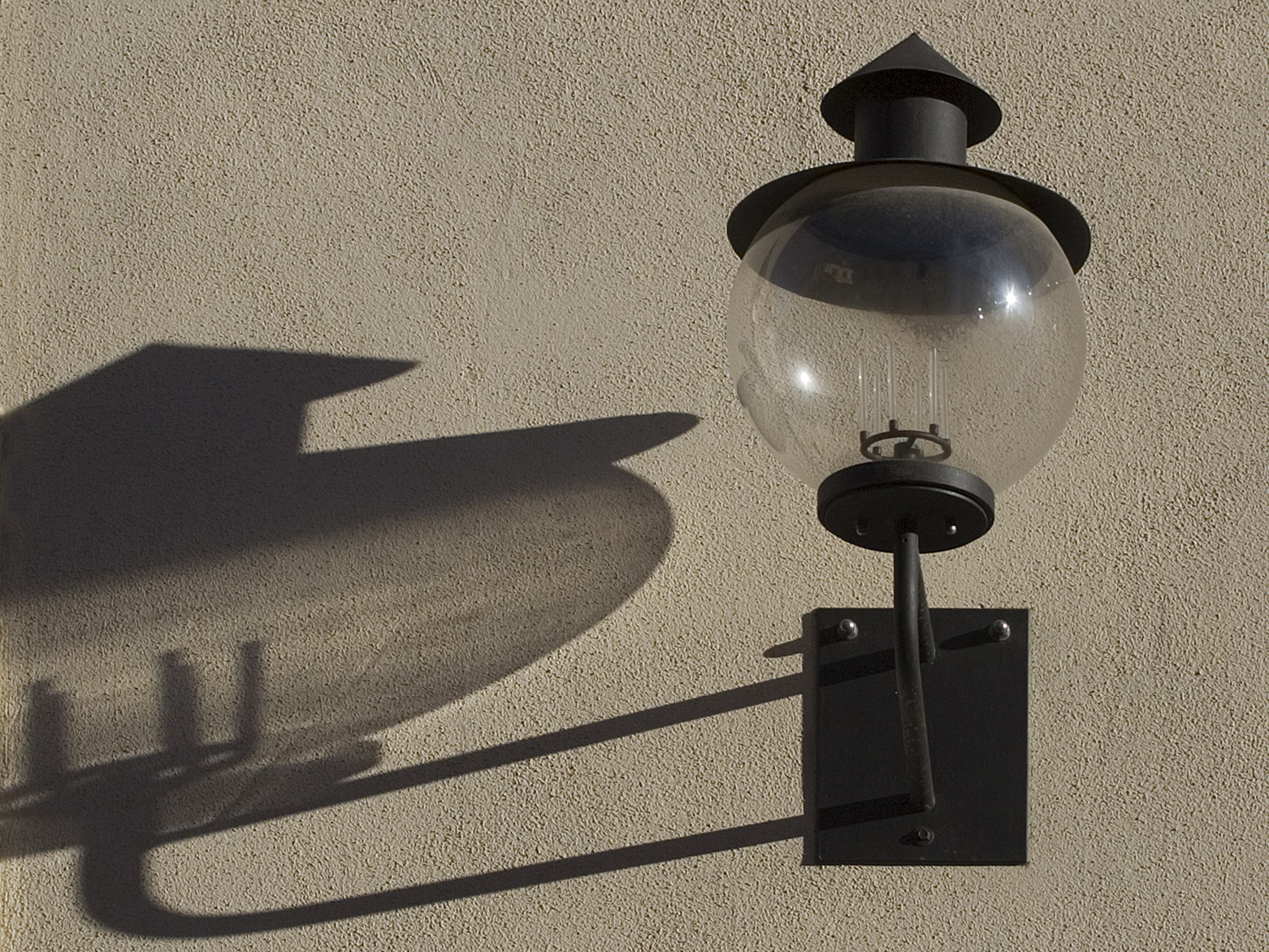
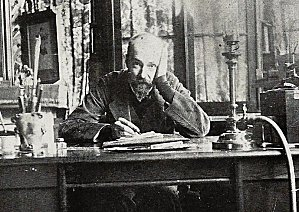
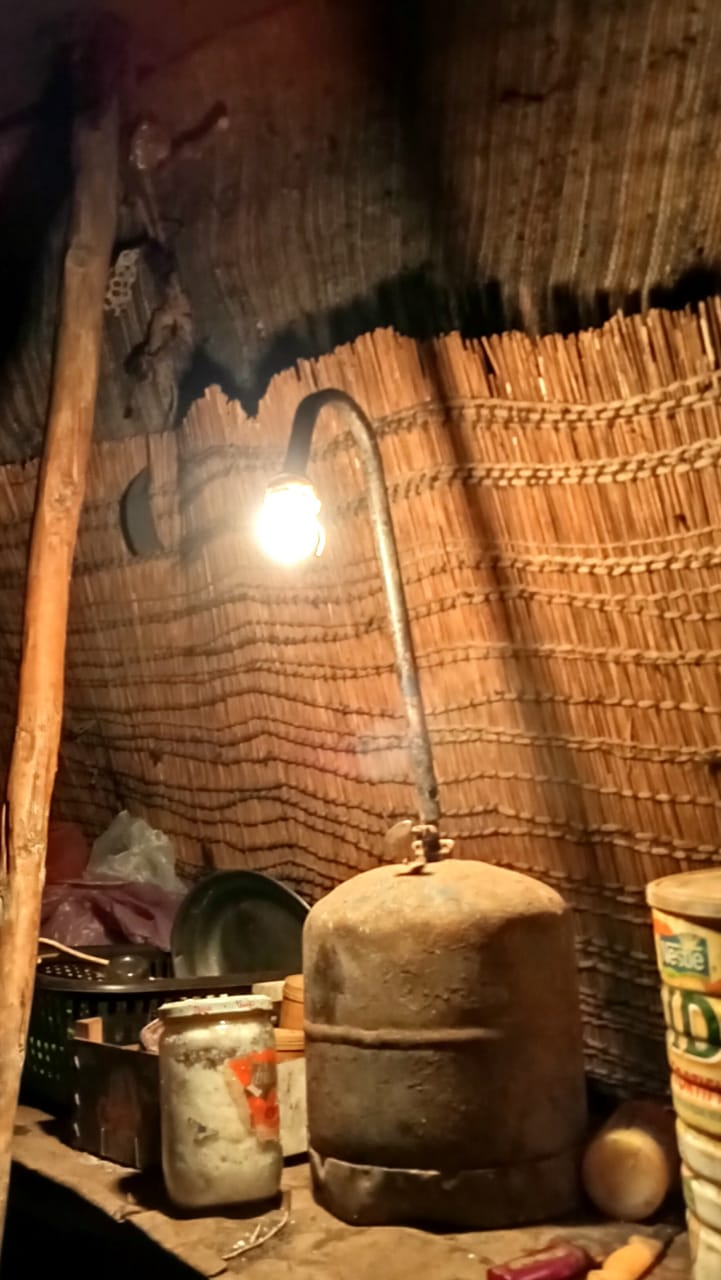
فتيلة تضييء بقنينة غاز بإقليم بولمان بالمغرب.